# المستصفى من علم الأصول
المستصفى من علم الأصول هو كتاب من القرن الثاني عشر كتبه أبو حامد الغزالي.  
وهو اختصار لكتابه تهذيب الأصول الذي يميل إلى الاستقصاء، ويفوق كتاب المنخول الذي يميل إلى الاختصار.

## بناء الكتاب
يبحث الكتاب في أصول الفقه، قام مصنفه الإمام الغزالي بإيراد مجمل المباحث الأصولية، فقد تكلم في الحكم والمقاصد والأدلة الشرعية، القرآن والسنة والإجماع والقياس والاجتهاد وغيرها من المباحث التي تتعلق بهذا العلم.

## التعريف بالكتاب
هو من أمهات الكتب في أصول الفقه جمع فيه الغزالي بين حسن الترتيب وبيان التحقيق الدقيق في المعاني ورتبه على مقدمة تشتمل على المقدمات الأولية والمنطقية لعلم أصول الفقه, ثم أتبعها بأربعة أقسام: القسم الأول: في الحكم الشرعي وأقسامه. القسم الثاني: في الأدلة الكلية للأحكام وهي الكتاب والسنة والإجماع والاستصحاب. القسم الثالث: في كيفية الاستدلال وقواعد الاستنباط والدلالات في مباحث الكتاب والسنة وأدخل فيه القياس. القسم الرابع: في الاجتهاد والتعارض والترجيح والتقليد والاستفتاء. ومنهج الغزالي أن يعرض المسألة ويبين الرأي فيها ويذكر آراء العلماء الموافقين لها ثم يذكر قول المخالفين وأدلتهم فيه القياس ثم يناقش الأدلة ويردها معتمدا على الأدلة النقلية والعقلية ليصل إلى الترجيح والقول المختار والصواب. وشرحه الفهري (679هـ) والعبدري المالكي في المستوفى وعليه تعليقة للغرناطي /639 هـ. واختصره الإشبيلي (647هـ) وابن رشد الحفيد (595هـ) .

## محتويات الكتاب
- الدعامة الأولى في الحد: وتشتمل على ستّ قوانين ( القانون الأول: أنَّ الحدّ إنّما يذكر جوابًا عن سؤال في المحاورات، ولايكون الحدّ جوابًا عن كل سؤال، بل عن بعضه، والسؤال طلب، ولهُ لا محالة مطلوبٌ وصيغة.
- وأمّا القانون الثاني: إنَّ الحادّ ينبغي أن يكون بصيرًا بالفرق بين الصفات الذاتية، واللازمة، والعرضية، وذلك غامض، فلا بد من بيانه.
- وأمّا القانون الثالث: إنّ ما وقع السؤال عن ماهيته، وأردت أن تحدَّهُ حدًّا حقيقيًا، فعليك فيه وظائف لايكون الحدّ حقيقيًا إلا بها، فإنّ تركتها سميناه رسميًا أو لفظيًا، ويخرج عن كونه معربًا عن حقيقة الشيء، ومصوّرًا لكنّه معناه في النفس.
- وأمّا القانون الرابع: في طريق اقتناص الحدّ، وأنَّ الحدّ لا يحصل بالبرهان، القانون الخامس: في حصر مداخل الخلل في الحدود، وهي ثلاثة فإنّه تارةً يدخل من جهة الجنس، وتارةً من جهة الفصل، وتارةً من جهة أمر مشترك بينهما.
- وأمّا القانون السادس: في أنَّ المعنى الذي لا تركيب فيه،لا يمكن حدّه إلا بطريق شرح اللفظ، أو بطريق الرسم، وأمّا الحد الحقيقي فلا، والمعنى الفرد مثل ” الموجود” ).
- ومن دعامة الحد في الامتحانات للقوانين بحدود مفصلة: يشتمل على عدة امتحانات وهي ( الامتحان الأول: اختلاف الناس في حدّ “الحدّ”، فمن قائل يقول: حدّ الشيء هو حقيقتُهُ وذاتُه، ومن قائل يقول: حدّ الشيء هو اللفظ المفسر لمعناه على وجه يمنعُ ويجمعُ، ومن القائل يقول: هذه المسألة خلافية، فينصر أحد الحدّين على آخر.
- وأمّا الامتحان الثاني: اختلف في حدِّ العلم فقيل: إنَّهُ المعرفة، وهو حدّ لفظي، فإنَّهُ تكرير لفظ بذكر ما يرادفه، وهو أضعف أنواع الحدود، وغيرها من الامتحانات التي ذكرت).
- الدعامة الثانية من مدارك العقول في البرهان الذي به التوصل إلى العلوم التصديقية المطلوبة بالبحث والنظر: وهذه الدعامة تشتمل على ثلاثة فنون: سوابق، ولواحق، ومقاصد.

## مسلك الغزالي في ترتيب مباحث أصول الفقه
لقد سلك الغزالي في ترتيب مباحث أصول الفقه مسلكاً جديدًا؛ فقد شبه أصول الفقه بشحرة مثمرة حتى تؤتي أكلها لابد من تحقق أربعة أمور:
1. الشجرة (المُثمر) : هي الأدلة: الكتاب والسنة والإجماع.
2. الثمرة: هي الأحكام: الوجوب والحظر والندب والكراهة والإباحة والحسن والقبح والقضاء والأداء والصحة والفساد وغيرها.
3. طرق الاستثمار: هي دلالات الألفاظ ووجوه دلالة الأدلة وهي أربعة: إذ الأقوال إما أن تدل على الشيء بصيغتها ومنظومها، أو بفحواها ومفهومها، أو باقتضائها وضرورتها، أو بمعقولها ومعناها المستنبط منها.
4. المستثمر: هو المجتهد، ولا بد من معرفة صفاته وشروطه وأحكامه.

فالصورة الحسية لما عناه الغزالي في هذا التشبيه أن الرجل (المستثمر) الذي هو المجتهد يستخدم الآلة (طرق الاستثمار) كي يقطف الثمرة (الحكم الشرعي) من الشجرة (المثمرة) التي هي الأدلة من الكتاب والسنة والإجماع.
ثم بين مزيدَ تفصيلٍ لهذا التقسيم فقال، وقسم جملة الأصول تدور على أربعة أقطاب:
1. القطب الأول: في الأحكام، والبداءة بها أولى لأنها الثمرة المطلوبة.
2. القطب الثاني: في الأدلة وهي الكتاب والسنة والإجماع، وبها التثنية؛ إذ بعد الفراغ من معرفة الثمرة لا أهم من معرفة المثمر.
3. القطب الثالث: في طريق الاستثمار، وهو وجوه دلالة الأدلة وهي أربعة: دلالة بالمنظوم، ودلالة بالمفهوم، ودلالة بالضرورة والاقتضاء، ودلالة بالمعنى المعقول.
4. القطب الرابع: في المُستثمِر وهو المجتهد الذي يحكم بظنه، ويقابله المقلد الذي يلزمه اتباعه؛ فيجب ذكر شروط المقلد والمجتهد وصفاتهما.

| المستصفى من علم الأصول | ساقني قدر الله إلى معاودة التدريس والإفادة فاقترح علي طائفة من محصلي علم الفقه تصنيفا في أصول الفقه أصرف العناية فيه إلى التلفيق بين الترتيب والتحقيق على وجه يقع في الحجم دون كتاب تهذيب الأصول وفوق كتاب المنخول فأجبتهم إلى ذلك مستعينا بالله ورتبناه على مقدمة وأربعة اقطاب المقدمة للتوطئة والتمهيد والاقطاب هي المشتملة على لباب المقصود القطب الأول في الاحكام والثاني في الأدلة والثالث في طريق الاستثمار والرابع في المستثمر | المستصفى من علم الأصول |

.
اهتم به العلماء من بعده اختصارا وشرحا وتعليقا عليه ومن ذلك تعليق الشيخ عبد الرزاق عفيفي عليه.